# Hemilophus dimidiaticornis
Hemilophus dimidiaticornis är en skalbaggsart som beskrevs av Audinet-serville 1835. Hemilophus dimidiaticornis ingår i släktet Hemilophus och familjen långhorningar.
Artens utbredningsområde är Paraguay. Inga underarter finns listade i Catalogue of Life.